# Space Interferometry Mission

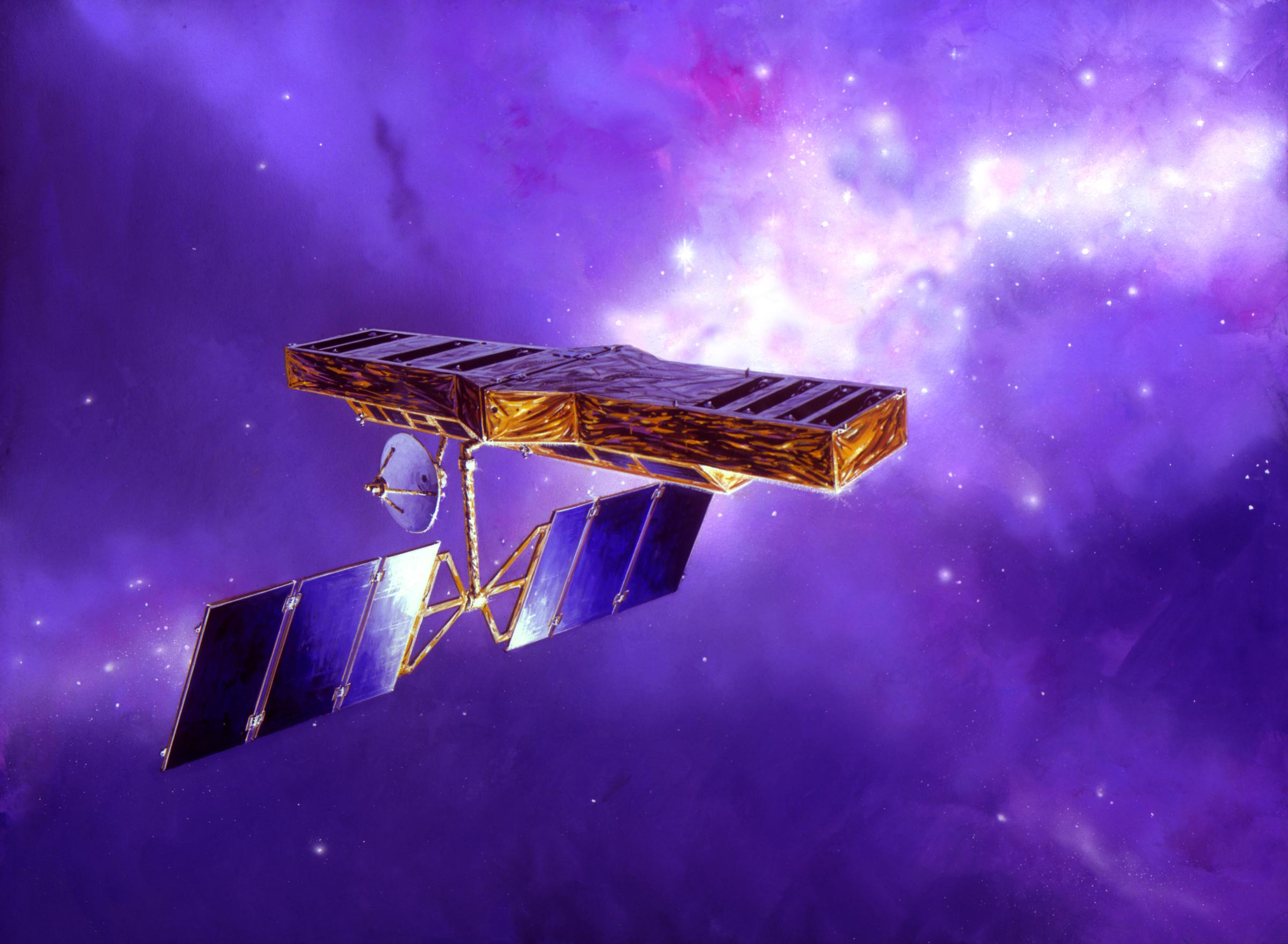
En bild på hur SIM var tänkt att se ut

Space Interferometry Mission, också känd som SIM PlanetQuest, var ett planerat rymdteleskop som utvecklades av NASA. Ett av huvuduppdragen var att söka efter planeter som är ungefär lika stora som jorden och som kan tänkas kretsa runt en annan stjärna än vår egen, så kallade exoplaneter. Finansieringen drogs in och NASA lade ned projektet 2010.